# John Baca
 (septembre 2022).
Pour les articles homonymes, voir Baca.
John Baca, né le 10 janvier 1949 à Providence, est un soldat de l’United States Army décoré de la Medal of Honor pour ses actions pendant la guerre du Viêt Nam.

## Biographie
John Baca naît le 10 janvier 1949 à Providence, dans l’État de Rhode Island aux États-Unis d’Amérique. Son adolescence se caractérise par les actes de délinquance qu’il commet et l’amènent régulièrement devant la justice. Ces méfaits l’empêchent dans un premier temps de rejoindre l’armée, bien qu’il désire s’engager volontairement dès ses 17 ans.
Il est néanmoins rapidement mobilisé dans l’United States Army dans le cadre de la guerre du Viêt Nam. Après quelques mois de formation, il est assigné au peloton d’armes lourdes de la compagnie D du premier bataillon du 12th Cavalry, dans la 1st Cavalry Division, où il sert en tant qu’opérateur de canon sans recul.
Le 10 février 1970, son unité tombe dans une embuscade alors qu’elle préparait elle-même une embuscade le long d’une piste utilisée par les nord-vietnamiens. Pendant le combat qui s’ensuit, une grenade atterrit au milieu du groupe où il se trouve. Baca retire alors son casque qu’il pose sur la grenade avant de s’allonger dessus. Ce geste permet de protéger les autres membres du groupe, mais le laisse gravement blessé, avec notamment une plaie béante à l’abdomen. Du fait de l’intensité du combat, il faut attendre deux heures avant de pouvoir l’évacuer par hélicoptère vers l’hôpital de Long Binh.
Les infrastructures médicales sur place étant insuffisantes en regard de la gravité de ses blessures, il est évacué dans un second temps vers le Japon pour y subir des interventions chirurgicales plus lourdes. Il survit toutefois à ses blessures, en dépit d’un pronostic initial peu optimiste, mais il lui faut un an pour se remettre, au terme duquel il quitte l’armée.
De retour aux États-Unis il s’inscrit à l’université avant d’être informé qu’il a été décidé de le décorer de la Medal of Honor. Il reçoit la médaille du président Richard Nixon le 15 juin 1971. Il s’engage ultérieurement dans le programme humanitaire Veteran’s Vietnam Restoration Project, pour lequel il aide à construire des infrastructures médicales au Viêt Nam.

## Décorations
- Combat Infantryman Badge ;
- Medal of Honor ;
- Silver Star ;
- Bronze Star ;
- Purple Heart ;
- Air Medal ;
- Army Good Conduct Medal ;
- National Defense Service Medal ;
- Vietnam Service Medal avec une étoile ;
- Croix de la Vaillance du Viêt Nam avec palmes ;
- Vietnam Civil Actions Medal (en) avec palmes ;
- Vietnam Campaign Medal avec agrafe 1960.

## Hommages
Un parc de Huntington Beach, en Californie, est nommé en son honneur en 2002.